# Kaisei Tanabe
Kaisei Tanabe (jap. 田南部 魁星 Tanabe Kaisei; ur. 10 lipca 2002) – japoński zapaśnik walczący w stylu wolnym. 
Złoty medalista mistrzostw Azji w 2025. Trzeci na MŚ kadetów w 2017 roku. 